# Det Danske Internationale Logistik Center
Det Danske Internationale Logistik Center – DANILOG – var trods navnet et af hærens regimenter med alle de funktioner, der traditionelt hører til og havde garnison på Vordingborg Kaserne i perioden 2001 til 2014. DANILOG havde til opgave at levere operativ logistik-støtte til udsendte enheder og uddanne enheder til hærens krigsstyrke. Ud over dette uddannede DANILOG også værnepligtige. Dette foregik i rammen af 2. Trænbataljon. DANILOG uddannede omtrent 500 værnepligtige årligt.

## Oprettelse
Som følge af forsvarsforliget 2000-2004, blev DANILOG oprettet den 1. marts 2001 med en parade i Vordingborg, hvor Danske Livregiments fane blev afleveret til Gadehussarregimentet og FN-Afdelingens fane blev ført til DANILOG. 

## Nedlæggelse
Den 3. marts 2014 blev DANILOG nedlagt som følge af forsvarsforliget 2013-2017. De forskellige bataljoner blev til en bataljon og er organisatorisk en del af Trænregimentet, der har hovedkvarter på Aalborg Kaserne. Arbejdet med at uddanne værnepligtige på Vordingborg Kaserner er stadig eksisterende, men under Trænregimentets 4. Nationale Støttebataljon. 